# Ernest Cavro
Ernest Cavro, né le 23 juin 1880 à Lécluse et mort le 29 avril 1973 à Féchain, est un entomologiste français.

## Biographie
- École normale de Douai, promotion 1896-1899.
- En 1925, il fait don au Musée d'histoire naturelle de Lille d’une très importante collection d'insectes.
- Conservateur à l’École nationale supérieure des arts et industries textiles de Roubaix de 1907 à 1940. Ernest Cavro réoriente complètement ce musée avec ses collections telles que peinture, sculpture, arts décoratifs, tissus, numismatique, préhistoire, oiseaux, et il les complétera avec la géologie, minéralogie, et bien sûr, l’entomologie.
- Enseignant à Roubaix, jusqu’à sa retraite en 1934.
- En retraite, il s'installe à Féchain, rue Jean-Baptiste-Hosselet.

Ernest Cavro disposait alors de plus de 15 000 insectes qu’il confia au Muséum national d'histoire naturelle à Paris, donna d’autres insectes et oiseaux à celui de Douai, ses ouvrages à la bibliothèque d’Annappes.
Ernest Cavro meurt le 29 avril 1973.

## Hommages
- Il reçoit la médaille des palmes académiques en 1927 et est élevé au rang de chevalier de l’ordre national du Mérite en 1966.
- Une salle polyvalente est inaugurée à son nom Féchain en mai 2011[2].